# Naczyniak krwionośny zarodkowy

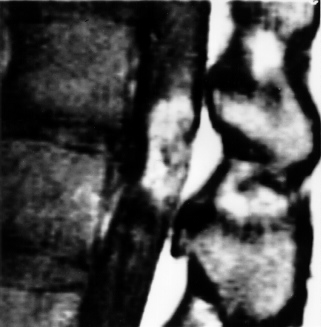
Naczyniak zarodkowy zlokalizowany w stożku rdzeniowym; obraz MRI ze wzmocnieniem kontrastowym

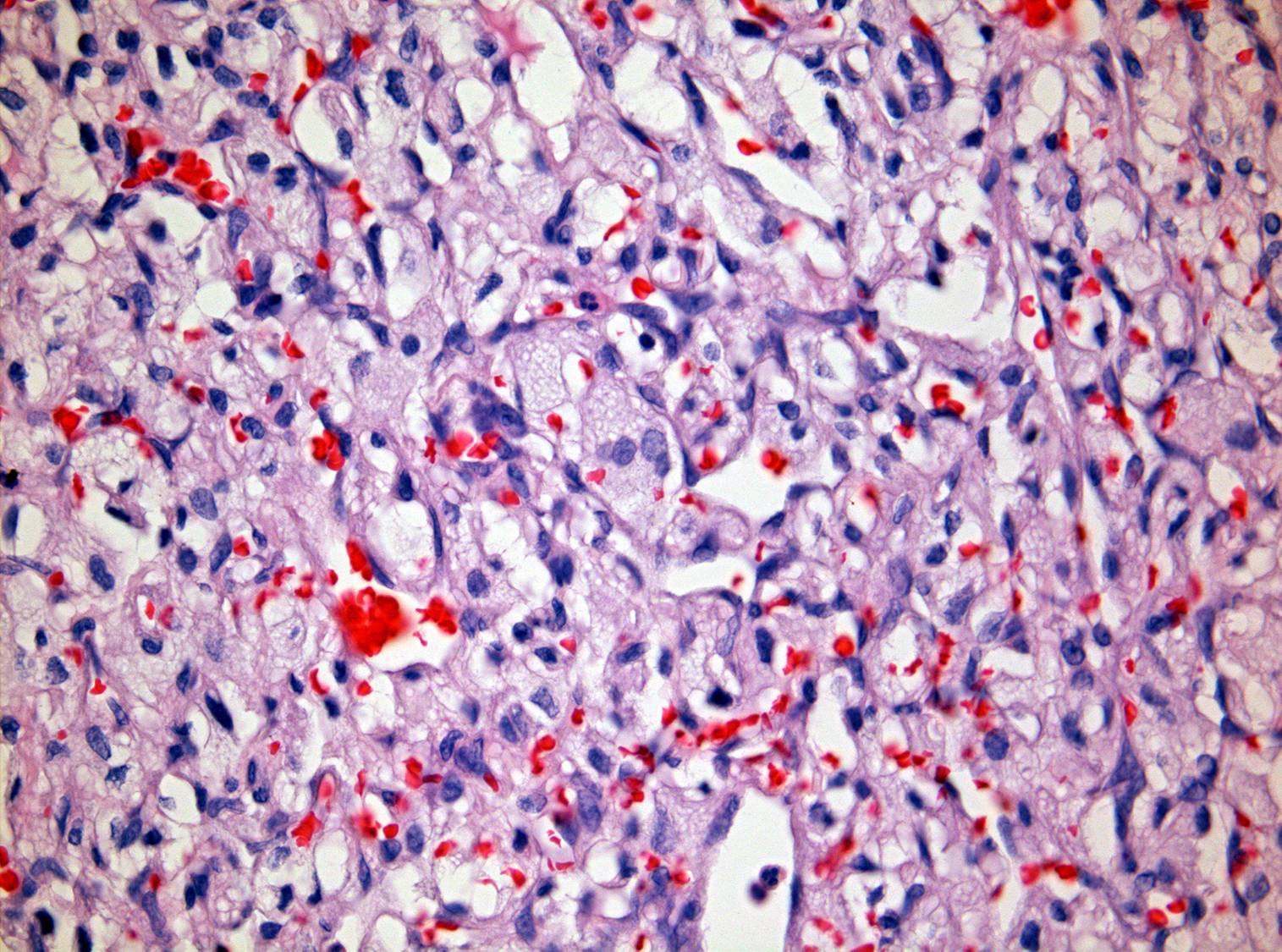
Obraz histologiczny naczyniaka krwionośnego zarodkowego

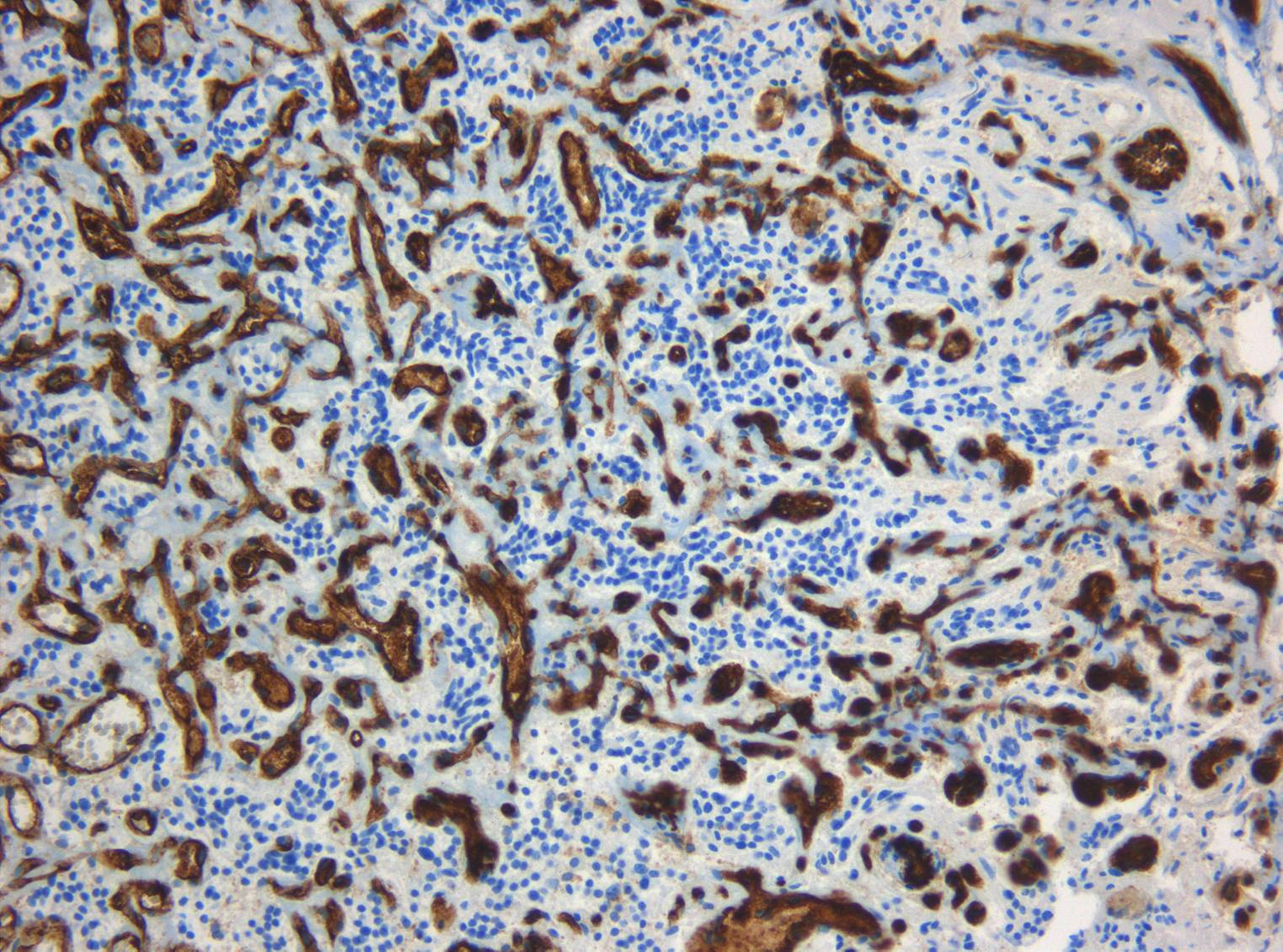
Obraz histologiczny, barwienie immunohistochemiczne na obecność antygenu CD31

Naczyniak krwionośny zarodkowy (naczyniak zarodkowy włośniczkowy, guz Lindaua, łac. haemangioblastoma, ang. hemangioblastoma) – niezłośliwy nowotwór (I° według WHO) ośrodkowego układu nerwowego. Stanowią około 2% pierwotnych guzów śródczaszkowych. Najczęstsze są w przedziale 35-45 roku życia. W około 5% przypadków występują na tle zespołu von Hippla-Lindaua.

## Objawy i przebieg
Guz rośnie zazwyczaj w tylnej jamie czaszki, lokalizując się przede wszystkim w móżdżku. Rzadsze lokalizacje to rdzeń kręgowy i pień mózgu. Objawy wynikają ze zwiększonego ciśnienia śródczaszkowego i wodogłowia. U 1/4 pacjentów rozwija się czerwienica jako zespół paraneoplastyczny.